# Basilica di San Tommaso Apostolo
Die Basilica di San Tommaso apostolo ist eine Kirche in Ortona in der italienischen Region Abruzzen. Sie ist Konkathedrale des Erzbistums Lanciano-Ortona und Grablege des Apostels Thomas, dem sie auch geweiht ist. Seit dem 13. Jahrhundert werden die Reliquien hier aufbewahrt. Im Dezember 1859 erhob Papst Pius IX. sie zur Basilica minor.

## Geschichte

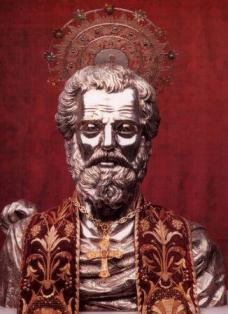
Reliquienbüste des Apostels Thomas

Die Kathedralbasilika wurde auf einem alten römischen Tempel erbaut. Nach der Zerstörung durch die Normannen 1060 wurde sie wiederaufgebaut. Nachdem die Kirche durch ein Erdbeben zerstört worden war, wurde sie nach dem Wiederaufbau am 10. November 1127 Santa Maria degli Angeli geweiht.
Seit dem 6. September 1258 werden die Gebeine des Apostels Thomas in der Kirche aufbewahrt. Leone und seine Gefährten brachten die Reliquien und den Grabstein von der griechischen Insel Chios hierher.
Am 17. Februar 1427 stiftete Johannes Capistranus in dieser Kirche zwischen den Städten Lanciano und Ortona Frieden.
1566 wurde die Kirche von den Türken angegriffen und in Brand gesetzt. Die Reliquien des Apostels blieben aber unversehrt. 1570 wurde die Kirche nach Wiedergründung des Bistums Ortona Kathedrale, und Giandomenico Rebiba, ein Verwandter von Scipione Rebiba, wurde Bischof.
1799 wurde die Kirche von den Franzosen angegriffen. Später wurde sie wieder restauriert.
Am 5. November 1943 kamen Luigi Carbone, der Generalvikar des Bistums, Pietro Di Fulvio, der Pfarrer von San Tommaso, und Don Tommaso Sanvitaleno zusammen, um über den Verbleib der silbernen Büste zu beraten. Sie wussten nicht, was die Deutschen mit der Büste vorhatten. Deshalb beschlossen sie, die Büste im zweiten Stock des Glockenturmes einzumauern. Noch am selben Tag mauerten Nicola Di Fulvio, Bruder des Pfarrers, und Peppino Valentinetti die Büste unter größter Geheimhaltung ein. Nach Ende des Krieges hatte Ortona mehr als 1300 zivile Opfer und den Verlust der historischen Bausubstanz zu beklagen. Die Kathedrale wurde größtenteils zerstört. Nachdem die Kampfhandlungen in Ortona vorbei waren, wurden die Reliquien, die im Hauptaltar eingemauert waren, am 11. Januar 1944 in das Pfarrhaus im Rione Castello gebracht. Am 16. Juli 1945 wurden die Reliquien auf einer Bühne auf dem Domplatz wieder der Öffentlichkeit zur Verehrung gezeigt.
Nach dem Wiederaufbau wurde die Kathedrale am 5. September 1949 von Gioacchino Di Leo, Bischof von Ortona, und Federico Tedeschini geweiht.

## Architektur

### Vorgängerbau

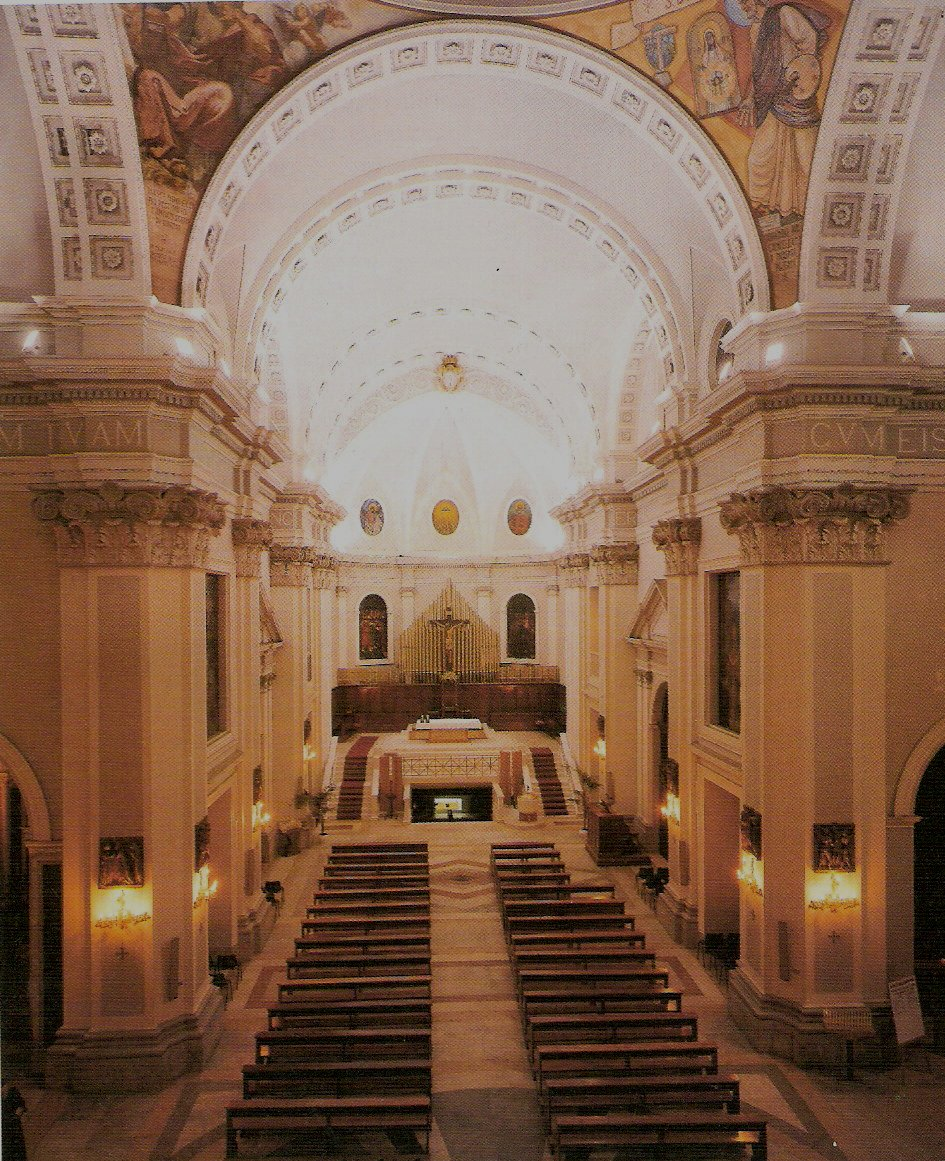
Mittelschiff der Basilika

Durch Fotos aus dem frühen 20. Jahrhundert ist der Zustand aus dem 18. Jahrhundert vor den Zerstörungen des Zweiten Weltkriegs zu erkennen. Die Grundform war die eines Lateinischen Kreuzes.
Links befand sich ein Glockenturm für den Stundenschlag. Rechts von der Fassade stand der eigentliche Glockenturm, der etwas kleiner war.
Die Kuppel war etwas niedriger und hatte einen kleineren Durchmesser als die heutige Kuppel.
Im Inneren waren Fresken, die in der heutigen Kirche rekonstruiert wurden. Die Kapelle mit der Krypta des heiligen Thomas war an derselben Stelle wie heute. Sie war nur mit mehr Fresken versehen. Der goldene Sarg mit den Reliquien blieb erhalten.

### Äußere Architektur
Die Basilika ist länglich und orientiert sich damit an den großen apulischen Basiliken, die Anfang des 13. Jahrhunderts gebaut wurden.
Die alte Fassade mit den neun Säulen aus dem 14. Jahrhundert und der Kuppel aus dem 18. Jahrhundert wurde im Zweiten Weltkrieg zerstört und 1947 wiederaufgebaut. Nur das Portale Secondario stammt aus der Stauferzeit.
Zum Domplatz hin befindet sich das Hauptportal, das nach dem Krieg unter Verwendung der Trümmer wiederaufgebaut wurde. Es handelt sich dabei um ein Werk von Nicola Mancine (1311). In der Lünette sind Maria mit dem Kind, Johannes der Täufer und Johannes der Evangelist abgebildet. Die Verwendung eines bestimmten Kalksteins aus bestimmten Steinbrüchen ist seit dem 13. Jahrhundert überliefert. Dieser ist besonders widerstandsfähig gegen die Meeresluft.
An der Fassade befinden sich Spitzbögen und Kapitelle aus der Stauferzeit. Im neuen Glockenturm ist auch die große Glocke von 1605 verwahrt. Die Apsis stammt aus dem 14. Jahrhundert.

### Innen

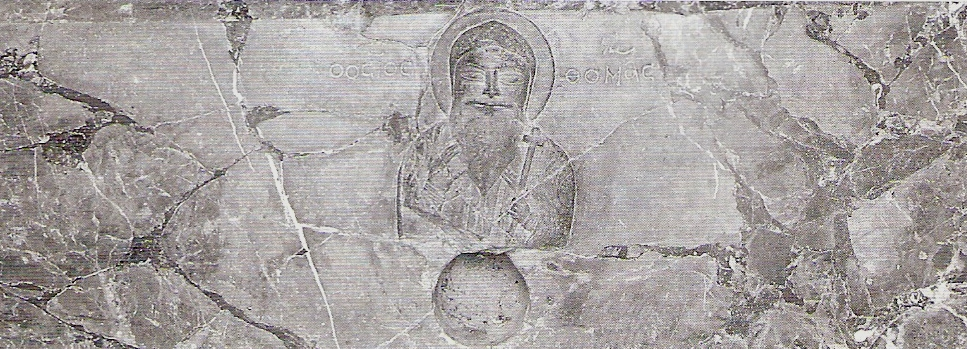
Der Grabstein des Heiligen

Das Gewölbe des Mittelschiffs wurde im 18. Jahrhundert erbaut, während die Apsis aus dem 14. Jahrhundert stammt. In der Krypta unter dem Altarraum ist eine Kupferurne mit dem Grabstein des Apostels in griechischer Schrift. Die Fresken in der Kuppel stammen vom Maler Luciano Bartoli. Die Figur des heiligen Matthäus von Antonio Piermatteo ist die einzige, die nach der Zerstörung der Basilika erhalten blieb. Die Bilder des Kreuzgangs stammen vom orthodoxen Künstler Stefano Durate. Das hängende Kreuz in der Krypta stammt vom Bildhauer Aldo D’Adamo.

#### Kapelle des heiligen Thomas

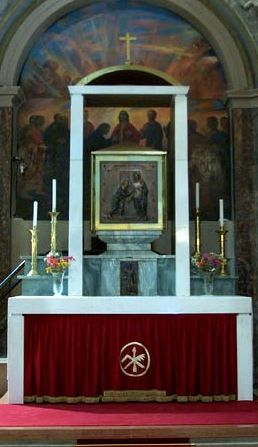
Kapelle des heiligen Thomas

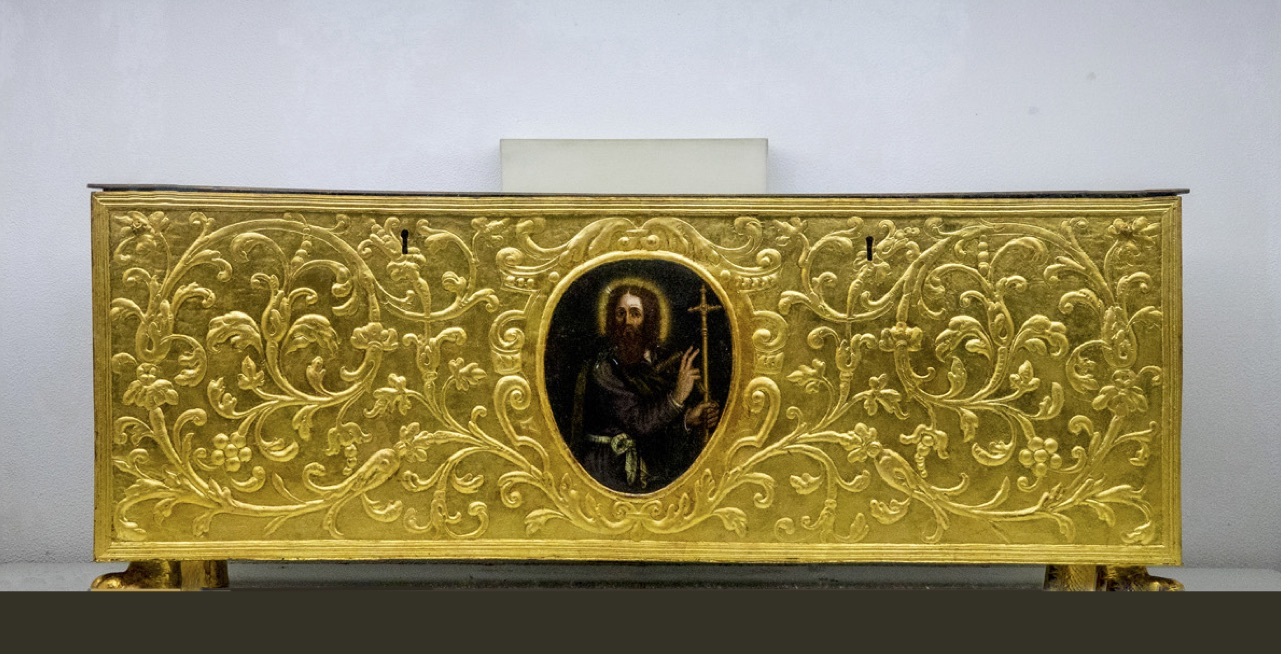
Reliquienaltar des hl. Thomas, Unterkirche des Domes von Ortona

Im Inneren sind die Stuckreliefs aus der ersten Hälfte des 19. Jahrhunderts von Vincenzo Perez. In der Kapelle ist eine Reliquienbüste mit einigen Schädelknochen des heiligen Thomas. Es ist mittlerweile die dritte Büste, da die erste 1528 von Söldnermilizen gestohlen wurde und die zweite von den Franzosen 1799.

#### Sakramentskapelle

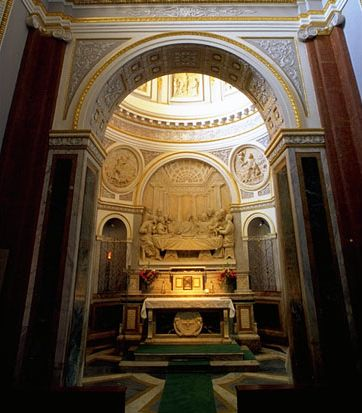
Sakramentskapelle

In der Sakramentskapelle ist eine Stuckarbeit des letzten Abendmahls, die aus der ersten Hälfte des 19. Jahrhunderts stammt. Die Ölgemälde an der Wand stammen vom Maler Franco Sciusco aus dem Jahr 1985.